# Crotalaria peguana
Crotalaria peguana là một loài thực vật có hoa trong họ Đậu. Loài này được Benth. ex Baker miêu tả khoa học đầu tiên năm 1876.